# Trono de cristal
Trono de cristal es una serie de novelas juveniles de alta fantasía de la autora estadounidense Sarah J. Maas, comenzando con la primera obra que le da nombre a la serie, editada en agosto de 2012. La historia sigue el viaje de Celaena Sardothien, una asesina adolescente en un reino corrupto con un rey tirano, en una tierra en donde la magia ya no existe. A medida que avanza la historia, Celaena forma vínculos inesperados y descubre una conspiración en medio de sus aventuras. La serie concluye con el séptimo libro publicado en octubre de 2019. Además de los siete libros que siguen a la protagonista, hay dos historias extra: La espada de la asesina (precuela), y Torre del Alba (historia paralela).
La serie apareció en la lista de superventas del New York Times, y tiene una opción para adaptarla a la televisión por parte de Mark Gordon y sería estrenada en Hulu.

## Introducción
Trono de cristal sigue a Celaena Sardothien, una asesina de 18 años en el reino de Adarlan. Después de ser encarcelada por el rey durante un año, acepta la oferta de su hijo para competir con otros asesinos y ladrones por la oportunidad de servir como el campeón del rey, y después de cuatro años, se le concedería la libertad. Esto la lleva a formar vínculos inesperados con Chaol, el capitán de la guardia, y Dorian, el príncipe heredero de Adarlan. Con el tiempo, Celaena se ve arrastrada a una conspiración y una serie de batallas que conducen a descubrimientos que rodean tanto al reino como a ella misma.

## Libros

### Serie principal
| N.º | Título                  | Fecha de publicación    | ISBN              |
| 0,5 | La espada de la asesina | 13 de marzo de 2014     | 978-84-18359-99-6 |
| --- | ----------------------- | ----------------------- | ----------------- |
| Una colección de 5 historias previas a Trono de Cristal, donde aprendemos más sobre el pasado y aventuras por Erilea de nuestra protagonista, Celaena, junto con su acompañante Sam Cortland. Incluyendo cuatro novelas previamente publicadas en formato e-book: The Assassin and the Pirate Lord, The Assassin and the Desert, The Assassin and the Underworld, y The Assassin and the Empire, junto con The Assassin and the Healer. |                         |                         |                   |
| 1 | Trono de cristal        | 2 de agosto de 2012     | 978-84-18359-28-6 |
| Luego de un año de esclavitud, a Celaene, una infame asesina, se le da la oportunidad de convertirse en la Campeona del Rey en nombre del Príncipe Dorian en una competencia contra los más letales ladrones y asesinos del reino. Ella debe sobrevivir a pruebas que la llevaran a la final, donde deberá combatir con los peleadores que sigan en pie. Pero a medida que los candidatos son encontrados muertos dentro del castillo, con sus cuerpos desmembrados, Celaena se encuentra a sí misma envuelta en una serie de profundos y obscuros misterios que no solo la conciernen a ella, sino que también a sus antepasados ya a las fuerzas malignas que luchan en las profundidades del castillo. |                         |                         |                   |
| 2 | Corona de medianoche    | 27 de agosto de 2013    | 978-84-18359-29-3 |
| Celaena, la Campeona del Rey, debe ganarse su libertad matando a todo aquel que el rey le indique, pero ella no puede tolerar matar en nombre de la corona. Con cada muerte que finge, sus amigos más cercanos se ven amenazados. Ella tiene que elegir entre el capitán y el príncipe, y batallar contra fuerzas más peligrosas que el rey. Se reúne con un viejo colega, se obsesiona con el movimiento rebelde y aprende más acerca de la fuentes que alimentan el poder del rey. |                         |                         |                   |
| 3 | Heredera de fuego       | 2 de septiembre de 2014 | 978-84-18359-30-9 |
| Celaena viaja a Wendlyn, una tierra donde la magia corre libre, para acudir a los Fae y entrenar con un poderoso y antiguo guerrero, Rowan Whitethorn. La tensión crece entre ellos, pero el par debe trabajar en conjunto si quieren frenar las fuerzas malignas que los amenazan. Celaena aprende a aceptar su papel como Reina de Terrasen. Mientras, en Adarlan, Chaol hace equipo con el General Aedion Ashryver para rebelarse contra el rey, y Dorian intenta comprender sus crecientes poderes. Manon Blackbeak, bruja inmortal Ironteeth, compite contra otras brujas para convertirse en la líder oficial del su clan. |                         |                         |                   |
| 4 | Reina de sombras        | 1 de septiembre de 2015 | 978-84-18359-31-6 |
| Más fuerte que nunca, Aelin Galathynius (aka Celaena Sardothien) vuelve a Rifthold, esta vez como una mujer libre. En su regreso, ella descubre que mucho ha cambiado desde la última vez, incluyendo la captura de su primo Aedion y la posesión de su amigo Dorian a manos de un Príncipe Valg. Aelin se une a Chaol, los rebeldes y a su anterior amo, el Rey de los Asesinos, Arobynn Hamel. Determinada a cobrar venganza por todos los años de dolor, liberando la magia, matando al Rey de Adarlan y salvando a Dorian. Al otro lado de Adarlan, en Morath, Manon es forzada a utilizar a sus brujas para reproducir monstruos malignos como armas. Mientras se debate entre sus deberes y sus valores morales, se hace amiga de Elide Lochan, una sirvienta que en realidad es la legitima heredera de Perranth, e hija de la empleada que ayudó a Aelin a escapar de un ataque cuando era una niña.                                            |                         |                         |                   |
| 5 | Imperio de tormentas    | 6 de septiembre de 2016 | 978-84-18359-32-3 |
| Aelin está decidida a nunca regresar al reino. Cobrando deudas y favores para formar un ejército, ella y su corte viajan por Erilea en un intento por detener a Erawan, Lord de los Valg, una raza de demonios, que pretenden destruir el mundo. Pero con tantos enemigos buscando venganza, incluyendo a la Reina Maeve de los Fae, la supervivencia será todo un desafío. Aelin empieza a descubrir que muchos de los acontecimientos que rodean su vida pueden no haber sido coincidencia, y que en realidad, muchas fuerzas han estado moviendo los hilos de su destino incluso antes de nacer, con un objetivo mucho mayor de lo que podría haber imaginado. |                         |                         |                   |
| 6 | Torre del Alba          | 5 de septiembre de 2017 | 978-84-18359-33-0 |
| En paralelo a los sucesos de Imperio de Tormentas, Chaol Westfall viaja al Continente Sur junto con Nesryn Faliq para tratar sus heridas y persuadir al continente a que se unan a ellos en la guerra contra Erawan. Los intentos de Yrene Towers por curarlo llevan a que ella se vea enroscada en el pasado de Chaol, a pesar de tener sus propias reservas acerca de la lealtad que él tiene por el reino que persiguió a sus seres queridos. Mientras, Nesryn estrecha los lazos con su familia durante su estadía, y se gana la amistad del Príncipe Sartaq. |                         |                         |                   |
| 7 | Reino de Cenizas        | 23 de octubre de 2018   | 978-84-18359-34-7 |
| Después de haber estado encerrada en un ataúd de hierro durante meses por Maeve, Aelin resiste la tortura con la esperanza de volver a su reino. Rowan emprende una búsqueda con su escuadrón y Elide para encontrar a Aelin, su compañera y esposa. Al mismo tiempo, Aedion y Lysandra continúan defendiendo Terrasen, junto con el ejército que Aelin logró reclutar antes de ser capturada, de las fuerzas que buscan destruirlo: Erawan. Luego de haberse aliado exitosamente con el Continente Sur, Chaol y su grupo están a la carrera para llegar a sus amigos antes de que sea demasiado tarde. Manon y Dorian fortalecen su vínculo al tiempo que viajan para encontrar a las brujas Crochan, la última llave del Wyrd y respuestas sobre su lugar en esta guerra y en el poder de sus respectivos reinos. En la batalla final, Aelin y sus amigos logran destruir tanto a Maeve como a Erawan de una vez por todas, trayendo la paz al reino. |                         |                         |                   |